# Kurumi Nara
Kurumi Nara (jap. 奈良くるみ Nara Kurumi; ur. 30 grudnia 1991 w Minō, w prefekturze Osaka) – japońska tenisistka.

## Kariera tenisowa
W 2008 r. doszła do III rundy juniorskiego US Open, w której przegrała z francuską tenisistką, Kristiną Mladenovic 2:6, 6:4, 7:6.
W wielkoszlemowym turnieju seniorskim zadebiutowała w 2010 r., we French Open, gdzie do głównego turnieju przebiła się z kwalifikacji, pokonując w ostatniej rundzie Rumunkę Monicę Niculescu 4:6, 7:6, 10:8. Mecz trwał 4 godziny 42 minuty i był najdłuższym meczem w historii turniejów wielkoszlemowych, którego stawką był awans do turnieju głównego. W pierwszej rundzie przegrała z Hiszpanką Arantxą Parra Santonją 6:2, 6:2. Tego samego roku zakwalifikowała się do Wimbledonu, gdzie wygrała swój pierwszy mecz w karierze, w turnieju głównym, pokonując Kolumbijkę Marianę Duque Marino 6:4, 6:2.
Ma na swoim koncie także pięć zwycięstw singlowych i trzy deblowe w turniejach ITF.
W lutym 2014 triumfowała w zawodach cyklu WTA Tour w Rio de Janeiro. W finale pokonała Czeszkę Klárę Zakopalovą wynikiem 6:1, 4:6, 6:1.

## Finały turniejów WTA
| Legenda                     | Legenda |
| --------------------------- | ------- |
| Wielki Szlem                |         |
| Igrzyska olimpijskie        |         |
| WTA Tour Championships      |         |
| 2009 – 2020                 |         |
| WTA Premier Mandatory       |         |
| WTA Premier 5               |         |
| WTA Premier                 |         |
| WTA International Series    |         |
| WTA 125K series (2012–2020) |         |

### Gra pojedyncza 2 (1–1)
| Końcowy wynik | Nr | Data            | Turniej        | Nawierzchnia | Przeciwniczka        | Wynik finału  |
| ------------- | -- | --------------- | -------------- | ------------ | -------------------- | ------------- |
| Zwyciężczyni  | 1. | 23 lutego 2014  | Rio de Janeiro | Ceglana      | Klára Zakopalová     | 6:1, 4:6, 6:1 |
| Finalistka    | 1. | 3 sierpnia 2014 | Waszyngton     | Twarda       | Swietłana Kuzniecowa | 3:6, 6:4, 4:6 |

### Gra podwójna 2 (0–2)
| Końcowy wynik | Nr | Data             | Turniej    | Nawierzchnia | Partnerka     | Przeciwniczki                   | Wynik finału |
| ------------- | -- | ---------------- | ---------- | ------------ | ------------- | ------------------------------- | ------------ |
| Finalistka    | 1. | 3 sierpnia 2014  | Waszyngton | Twarda       | Hiroko Kuwata | Shūko Aoyama Gabriela Dabrowski | 1:6, 2:6     |
| Finalistka    | 2. | 19 września 2015 | Tokio      | Twarda       | Misaki Doi    | Chan Hao-ching Chan Yung-jan    | 1:6, 2:6     |

## Wygrane turnieje rangi ITF
| turnieje z pulą nagród 100 000 $   |
| turnieje z pulą nagród 75/80 000 $ |
| turnieje z pulą nagród 50/60 000 $ |
| turnieje z pulą nagród 25 000 $    |
| turnieje z pulą nagród 15 000 $    |
| turnieje z pulą nagród 10 000 $    |

### Gra pojedyncza
|    | Data       | Turniej   | Kat. | ($)    | Naw.     | Finalistka         | Wynik         |
| 1. | 26/10/2008 | Hamanako  | ITF  | 25 000 | dywanowa | Chinami Ogi        | 6:2, 6:3      |
| 2. | 02/08/2009 | Obihiro   | ITF  | 25 000 | dywanowa | Junri Namigata     | 7:6, 4:6, 6:4 |
| 3. | 25/07/2010 | Lexington | ITF  | 50 000 | twarda   | Stéphanie Dubois   | 6:4, 6:4      |
| 4. | 06/11/2011 | Grapevine | ITF  | 50 000 | twarda   | Sesił Karatanczewa | 1:6, 6:0, 6:3 |
| 5. | 21/07/2013 | Portland  | ITF  | 50 000 | twarda   | Alison Riske       | 3:6, 6:3, 6:3 |
| 5. | 06/05/2018 | Gifu      | ITF  | 80 000 | twarda   | Moyuka Uchijima    | 6:2, 7:6(4)   |

## Finały juniorskich turniejów wielkoszlemowych

### Gra podwójna (1)
| Końcowy wynik | Rok  | Turniej   | Nawierzchnia | Partnerka  | Przeciwniczki                      | Wynik finału   |
| Finalistka    | 2007 | Wimbledon | Trawiasta    | Misaki Doi | A. Pawluczenkowa Urszula Radwańska | 4:6, 6:2, 7-10 |